# Rhipidia diacaena
Rhipidia diacaena är en tvåvingeart som först beskrevs av Alexander 1978.  Rhipidia diacaena ingår i släktet Rhipidia och familjen småharkrankar.
Artens utbredningsområde är Bolivia. Inga underarter finns listade i Catalogue of Life.